# Covas (Lousada)
Covas é uma povoação portuguesa do Município de Lousada que foi sede da extinta Freguesia de Covas, freguesia que tinha 1,29 km² de área e 726 habitantes (2011), e, por isso, uma densidade populacional de 562,8 hab/km².
A Freguesia de Covas foi extinta (agregada) pela reorganização administrativa de 2012/2013, tendo sido agregada à Freguesia de Figueiras para criar a nova União de Freguesias de Figueiras e Covas.

## População
| População da freguesia de Covas | População da freguesia de Covas | População da freguesia de Covas | População da freguesia de Covas | População da freguesia de Covas | População da freguesia de Covas | População da freguesia de Covas | População da freguesia de Covas | População da freguesia de Covas | População da freguesia de Covas | População da freguesia de Covas | População da freguesia de Covas | População da freguesia de Covas | População da freguesia de Covas | População da freguesia de Covas |
| ------------------------------- | ------------------------------- | ------------------------------- | ------------------------------- | ------------------------------- | ------------------------------- | ------------------------------- | ------------------------------- | ------------------------------- | ------------------------------- | ------------------------------- | ------------------------------- | ------------------------------- | ------------------------------- | ------------------------------- |
| 1864                            | 1878                            | 1890                            | 1900                            | 1911                            | 1920                            | 1930                            | 1940                            | 1950                            | 1960                            | 1970                            | 1981                            | 1991                            | 2001                            | 2011                            |
| 365                             | 308                             | 353                             | 369                             | 406                             | 319                             | 356                             | 400                             | 434                             | 520                             | 486                             | 592                             | 590                             | 763                             | 726                             |

| Distribuição da População por Grupos Etários | Distribuição da População por Grupos Etários | Distribuição da População por Grupos Etários | Distribuição da População por Grupos Etários | Distribuição da População por Grupos Etários | Distribuição da População por Grupos Etários | Distribuição da População por Grupos Etários | Distribuição da População por Grupos Etários | Distribuição da População por Grupos Etários | Distribuição da População por Grupos Etários |
| -------------------------------------------- | -------------------------------------------- | -------------------------------------------- | -------------------------------------------- | -------------------------------------------- | -------------------------------------------- | -------------------------------------------- | -------------------------------------------- | -------------------------------------------- | -------------------------------------------- |
| Ano                                          | 0-14 Anos                                    | 15-24 Anos                                   | 25-64 Anos                                   | > 65 Anos                                    |                                              | 0-14 Anos                                    | 15-24 Anos                                   | 25-64 Anos                                   | > 65 Anos                                    |
| 2001                                         | 177                                          | 101                                          | 420                                          | 65                                           |                                              | 23,2%                                        | 13,2%                                        | 55,0%                                        | 8,5%                                         |
| 2011                                         | 125                                          | 115                                          | 399                                          | 87                                           |                                              | 17,2%                                        | 15,8%                                        | 55,0%                                        | 12,0%                                        |